# Distensione lenta

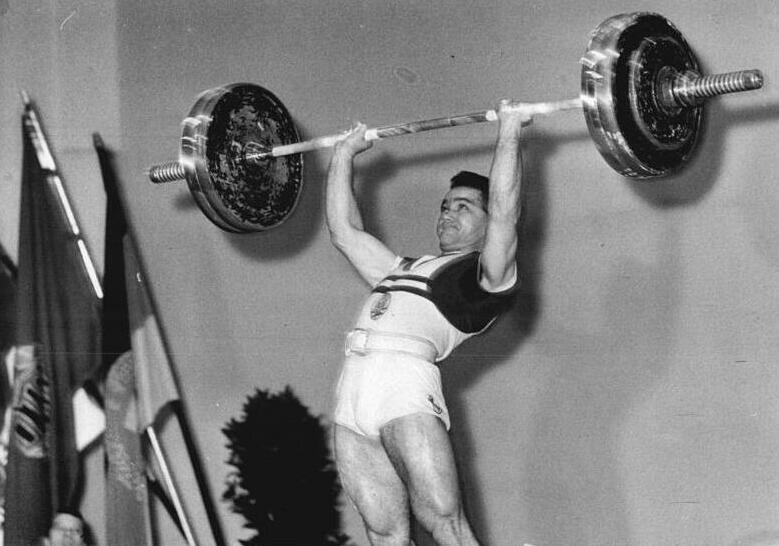
Erwin Miske nella parte finale dell'esercizio di distensione lenta ai campionati tedeschi nel novembre 1965.

La distensione lenta  (Clean and press) è un esercizio di resistance training in due parti in cui un bilanciere carico viene sollevato dal pavimento fino alle spalle e spinto in alto. L'esercizio è stato il primo componente dello sport del sollevamento pesi olimpico dal 1928 al 1972, ma è stato rimosso a causa delle difficoltà nel giudicare correttamente la tecnica.

## Movimenti
Nel movimento "clean", che è uguale allo slancio, dopo aver fatto un grande respiro e aver impostato la schiena, l'atleta solleva la barra attraverso una tripla estensione (in rapida successione) delle anche, ginocchia e delle caviglie. Quando le gambe hanno portato la barra più in alto possibile, l'atleta tira sotto la barra alzando violentemente le spalle tramite una contrazione dei muscoli trapezoidali della parte superiore della schiena cadendo in una posizione profondamente accovacciata e facendo girare le mani attorno alla barra in modo che i giunti del gomito siano estesi davanti.
Una volta che il bilanciere si trova sui deltoidi anteriori, l'atleta procede con la fase "press", spingendo il bilanciere sopra la testa con le sole braccia, senza l'intervento degli arti inferiori con divaricata frontale o sagittale, e bloccandolo con le braccia completamente tese. Sono vietati movimenti a scatti, piegamenti delle gambe, inclinazioni eccessive all'indietro o spostamenti dei piedi.

## Rimozione dai Giochi olimpici

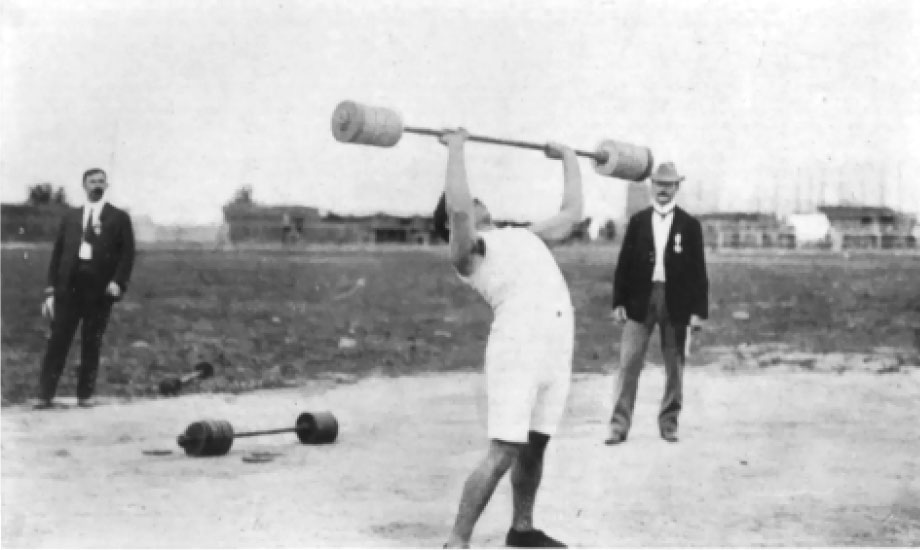
Perikles Kakousis nella parte finale dell'esercizio di sollevamento a due mani ai Giochi olimpici del 1904 a St. Louis.

Negli anni '50, l'applicazione lassista delle regole nelle competizioni internazionali aveva consentito alla seconda fase del sollevamento ("press"), di regola un movimento del corpo rigido e verticale eseguito dalle spalle e dalle braccia, di evolversi in un movimento cosiddetto "layback" che utilizzava i muscoli più grandi delle gambe, dei fianchi e del busto, consentendo all'atleta di "imbrogliare" per sollevare più peso. Lo storico John D. Fair scrisse nel 2001: «Le regole erano state chiare sul mantenimento di una posizione verticale e sul divieto di piegare le gambe sin dagli anni '30, ma molto dipendeva da come questi movimenti venivano interpretati e dalle disposizioni politiche di funzionari e giurie».  Nel 1964, l'arbitro olimpionico di sollevamento pesi George W. Kirkley scrisse che «la clausola della regola che definisce l'inclinazione all'indietro consentita come "non esagerata" è a mio avviso un punto debole, perché è praticamente impossibile ottenere una qualsiasi accordo universalmente accettato di interpretazione su ciò che costituisce il termine "esagerato"».
Dopo la seconda guerra mondiale, la situazione fu aggravata dalle tensioni relative alla Guerra Fredda: nel 1956, Bob Hoffman, allenatore della squadra olimpica statunitense di sollevamento pesi, accusò i giudici internazionali di comportamento filo-sovietico, pregiudizi antiamericani, squalifica della stampa statunitense e autorizzazione di quella sovietica ad infrangere le regole.
Fair, tuttavia, pur riconoscendo il ruolo sovietico nella libera interpretazione del movimento del "press", scrisse che «le tendenze gemelle della spinta lenta e del lassismo dell'arbitraggio era già in atto già prima che i sovietici entrassero nelle competizioni internazionali».
L'International Weightlifting Federation risolse la situazione rimuovendo il movimento dal programma olimpico di sollevamento pesi dopo i Giochi olimpici del 1972 a Monaco di Baviera e dai campionati mondiali, con la motivazione ufficiale della difficoltà nel giudicare se il sollevamento veniva effettivamente eseguito in maniera corretta.